# Sasa occidentalis
Sasa occidentalis là một loài thực vật có hoa trong họ Hòa thảo. Loài này được Sad.Suzuki miêu tả khoa học đầu tiên năm 1983.